# Fatou-Bieberbach-Gebiet
Ein Fatou-Bieberbach-Gebiet ist ein echtes Teilgebiet von {\displaystyle \mathbb {C} ^{n}}, welches biholomorph äquivalent ist zu {\displaystyle \mathbb {C} ^{n}}, d. h., ein offenes {\displaystyle \Omega \subset \mathbb {C} ^{n}\;(\Omega \neq \mathbb {C} ^{n})} heißt Fatou-Bieberbach-Gebiet, falls es eine bijektive holomorphe Funktion {\displaystyle f\colon \Omega \rightarrow \mathbb {C} ^{n}} und eine holomorphe Umkehrfunktion {\displaystyle f^{-1}\colon \mathbb {C} ^{n}\rightarrow \Omega } gibt.

## Geschichte
Als Konsequenz des Riemannschen Abbildungssatzes gibt es im Falle {\displaystyle n=1} keine Fatou-Bieberbach-Gebiete. In höheren Dimensionen wurden Fatou-Bieberbach-Gebiete erstmals in den 1920er-Jahren von Pierre Fatou und Ludwig Bieberbach entdeckt und später nach ihren Entdeckern benannt. Seit den 1980er-Jahren sind Fatou-Bieberbach-Gebiete wieder Gegenstand der mathematischen Forschung.